# Slidell
Slidell település az Amerikai Egyesült Államok Louisiana államában, St. Tammany megyében. Lakosainak száma 28 781 fő (2020. április 1.).

## Népesség
A település népességének változása:

| 2010 | 27 068 |
| 2020 | 28 781 |